# Elec Sport de Bouansa
Elec Sport de Bouansa – kongijski klub piłkarski grający niegdyś w pierwszej lidze kongijskiej, mający siedzibę w mieście Bouansa.

## Sukcesy
- Puchar Konga[1]:
  - zwycięstwo (1): 1991.

## Występy w afrykańskich pucharach
| Sezon | Rozgrywki                 | Runda | Kraj                         | Klub               | Dom | Wyjazd | Dwumecz |
| ----- | ------------------------- | ----- | ---------------------------- | ------------------ | --- | ------ | ------- |
| 1992  | Puchar Zdobywców Pucharów | 1     | Nigeria                      | El-Kanemi Warriors | 2–0 | 0–1    | 2–1     |
| 1992  | Puchar Zdobywców Pucharów | 2     | Republika Środkowoafrykańska | ASDR Fatima        | 1–0 | 1–4    | 2–4     |

## Stadion
Domowe mecze klub rozgrywa na stadionie o nazwie Comunnal de Bouansa w Bouansie, który może pomieścić 3000 widzów.

## Reprezentanci kraju grający w klubie
Stan na lipiec 2023.
| - Ghislain Tchiamas |